# Paruline de Townsend
Setophaga townsendi
Espèce
Statut de conservation UICN

 LC  : Préoccupation mineure
La Paruline de Townsend (Setophaga townsendi, anciennement Dendroica townsendi) est une espèce de passereaux appartenant à la famille des Parulidae.

## Répartition

zone de nidification
zone de nidification et d'hivernage
zone d'hivernage